# Рулон

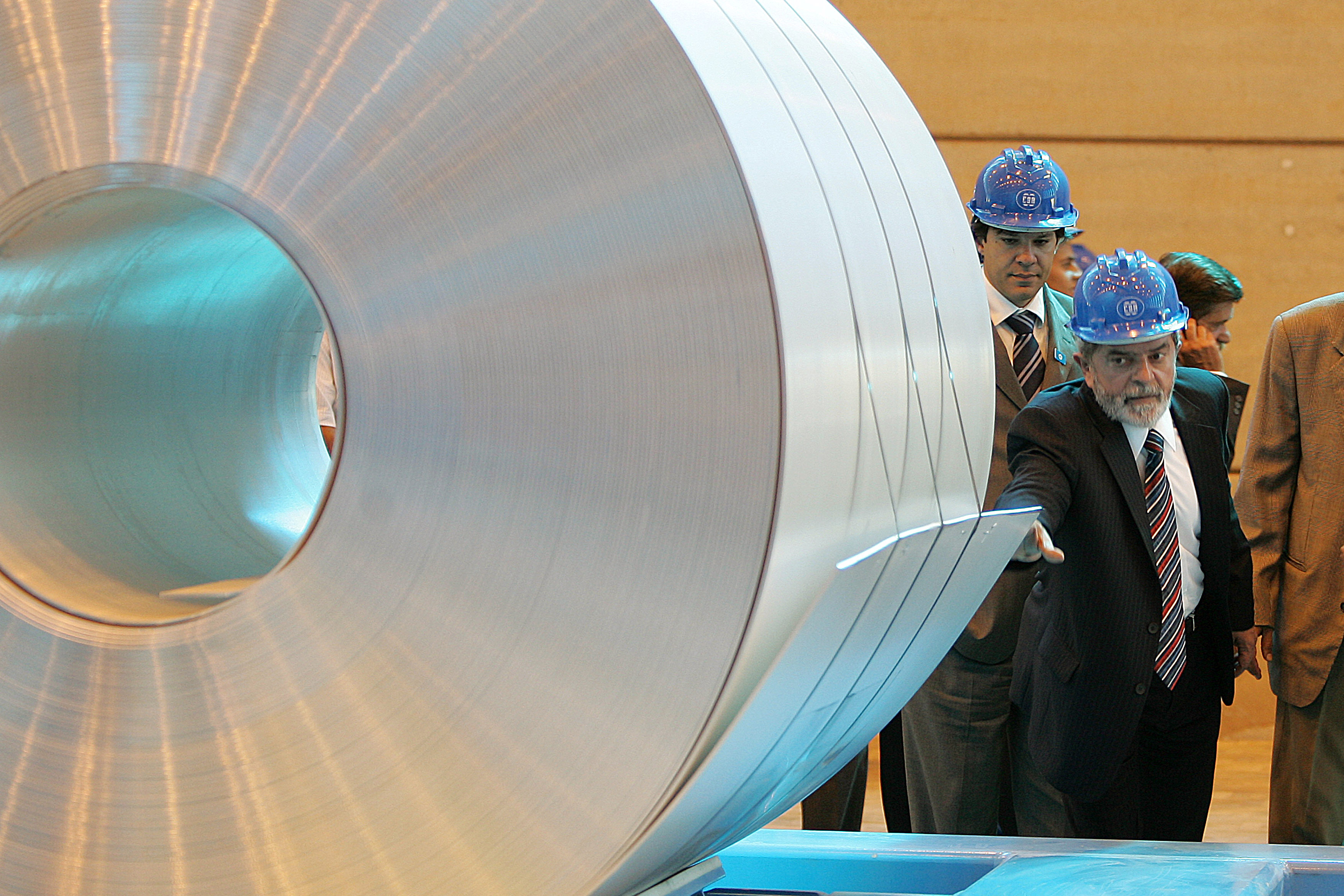
Алюмінієвий прокат, згорнутий в рулон.

Руло́н (фр. rouleau), рідко рол — циліндрична упаковка, на якій представлена стрічка матеріалу, що змотана в трубу або намотана на жорсткий вал або гільзу.
У багатьох випадках, для зручності транспортування, в рулони намотують такі предмети, як: туалетний папір, лінолеум, тканину, шпалери, штучний газон, килими, клейонку, ватман, пакети для сміття, сталь, фольгу тощо.
Математичною моделлю рулона є спіраль.
Для зручного транспортування рулонами згортається дернина газонних трав, вирощена посівом насіння на спеціальні мати пухкої структури із рослинного або штучного волокна (рулонна дернина). Готова рулонна дернина на місці розгортається і, згодом, вкорінюється, утворюючи рулонний газон.

## Інше
Існують т.з. рулонні графічні пристрої, в яких папір, на який видається зображення, кріпиться на барабані. Обертання барабана в різні сторони і рух пера вздовж осі барабана дозволяє проводити будь-які лінії.
Кулінарна страва «рулет», як правило, являє собою рулон.